# 情緒勒索
情緒勒索（英語：Emotional blackmail，亦可稱「FOG」），是一個由心理治療學家蘇珊·福沃德（Susan Forward）發揚的詞彙，意指一種在關係中不願意為自己的負面情绪負責，並企圖以威脅利誘控制他人的行為模式[1][2]；它同時也是一個理論，主張恐懼（Fear）、義務（Obligation）、罪惡感（Guilt）〈取其英語首字母縮寫為「FOG」，同時有「如迷霧（fog）般」之雙關語意），是介於控制者與被控制者互動戲碼（play）中，主要的「人際溝通動態」（transactional dynamics）[3]。理解這些動態（dynamics），對於嘗試要從他人的掌控行為（controlling behavior）跳脫出來的人是有用的，同時也有助於克制他們自己為他人做一些令自己不舒服、非己所願、麻煩沉重的、甚至自我犧牲的事物的強迫感[1]。分析心理學創始人卡尔·荣格則用心理陰影（shadow）的概念指出了這種情緒不舒服的根源其實來自當事人內在的陰影。

## 概述

### 潛在被勒索者
- 過度在乎別人感受者
- 習慣自我懷疑者
- 無法拒絕不合理要求者
- 渴求他人肯定者
- 有自殺的傾向
- 貶低自己者

### 道德綁架
道德是一種無明確規範的行為準則，道德綁架指的是在無明確規範的行為準則下，利用道德，令其他人行為上或想法上受到影響，做出違反自主意識的作為。例如年老乘客以「敬老」為由，要求年輕的乘客讓座。或者，年長家人向年輕家人預告會作出一些激烈行為，使年輕家人關心他們。

### 被勒索者
- 害怕關係會結束、害怕被討厭、總是覺得自己要做點什麼，才不會被淘汰或丟掉，所以會以他人的需要為第一，然後把自己壓得扁扁的。這種「把自尊建立在他人身上」的人，心理學家  等人[2]稱之為「關係依存型自尊（英语：Relationship-contingent self-esteem）」者，會為愛、為工作、為重要的人變得患得患失，其中根據網路調查顯示，來自家人親戚間的話語為最大宗[3]。他們擔心的後果經常不會發生，卻因為一次又一次的犧牲，把自己困在那個恐懼的迷霧當中。

### 作用
一些處於較弱勢的人士（如長者），可以透過情緒勒索使他人將注意力轉移到他們身上。